# Diocese de Tréveris
A Diocese de Tréveris (em latim: Dioecesis Trevirensis e em alemão:  Bistum Trier) é uma circunscrição eclesiástica da Igreja Católica da Alemanha, sufragânea da Arquidiocese de Colônia. Atualmente é governada pelo bispo Dom Stephan Ackermann.

## Território
A diocese está localizada no sudoeste de Alemanha e inclui as antigas regiões administrativas de Coblença e Tréveris, Renânia-Palatinado, bem como o estado de Saarland (excluindo o distrito de Saarpfalz). A diocese faz fronteira com a Diocese de Aquisgrano e com a Arquidiocese de Colônia, ao norte; e com a Arquidiocese de Paderborn a nordeste; as dioceses de Limburgo, Mogúncia e Speyer a leste; a Diocese de Metz (França) ao sul; a Arquidiocese de Luxemburgo a oeste, e a Diocese de Liège (Bélgica) a noroeste.
A sede episcopal é a cidade de Tréveris, onde se localiza a Catedral de São Pedro.
O território abrange 12.870 km² e é dividido em 926 paróquias.

## Líderes

### Antes de 1000
- Eucário c. 250
- Valério c. 250
- Materno c. 300
- Auspício de Tréveris incerto
- Agrício (Agripino) 327–335
- Maximino 335–346
- Paulino 347–358
- Bonoso de Tréveris 359–365
- Veterânio de Tréveris 365–384
- Britto de Tréveris 384–386 (?)
- Félix 384–398
- Maurício II de Tréveris 398–407
- Leôncio de Tréveris 407-409
- Autor II 409-427
- Severo de Tréveris 428–455
- Cirilo de Tréveris 455-457
- Jâmblico de Tréveris 457-458
- Evêmero 458-461
- Marco II 461–465
- Volusiano de Tréveris 465–469
- Milécio 469–476
- Modesto 476–479
- Maximiano de Tréveris 479-499
- Fibício 500–526
- Aprúnculo (Aprunêncio) 526–527
- Nicécio 527–566
- Rústico II 566–573
- Magnerico 573–596
- Gunderico 596–600
- Sibaldo 600–626
- Modoaldo 626–645
- Numeriano 645-665
- Hildulfo 665–671, d. 707
- Basino 671–697 d. 706?
- Leuduíno 697–718
- Milo 718–758
- Vermado 758–791
- Richbod 791–804, primeiro arcebispo
- Vasso 804–809
- Amalário de Metz 809-814
- Hetto 814-847
- Dietgold 847-868
- Bartolfo von Wetterau 869–883
- Radbod 883–915
- Rudgar 915–930
- Roberto 930–956
- Henrique I 956–964
- Teodorico I 965-977
- Egberto 977–993
- Ludolfo 994–1008

### 1000–1200
- contestado 1008–1015: Adalbero (eleito) versus Meingaud (escolha real)
- Poppo von Babenberg 1016–1047
- Eberhard 1047–1066
- Kuno I von Wetterau (Conrado) 1066–1066
- Udo de Nellenburg 1066–1078
- Egilberto de Rotemburgo, 1079–1101
- Bruno 1101–1124
- Gottfrido 1124–1127
- Meginher 1127–1130
- Albero de Montreuil 1131–1152
- Hilin de Falmagne 1152–1169
- Arnold I de Vaucourt 1169–1183
- Folmar de Karden 1183–1189. Como Folmar nunca foi formalmente instalado na sé, ele é frequentemente omitido (assim como Rudolf de Wied) das listas oficiais dos Bispos de Tréveris, por exemplo, a lista exibido na Catedral de Tréveris.
- Rudolf de Wied 1183–1189 (em oposição)

### 1200–1500
- João I 1189–1212
- Teodorico II 1212–42
- Arnold II von Isenburg 1242–59
- Heinrich I von Finstingen 1260–86
- Bohemond I von Warnesberg 1286–99
- Diether von Nassau 1300–07
- Heinrich Ii von Virneburg 1300–06 (em oposição)
- Baldwin von Luxemburgo 1307–54
- Bohemond II von Saarbrücken 1354–61
- Kuno II von Falkenstein 1362–88
- Werner von Falkenstein 1388-1418
- Otto von Ziegenhain 1418–30
- Rhaban von Helmstadt 1430–38
- Jakob von Sierck † (19 de maio de 1439 eleito - 28 de maio de 1456 morreu)
- Johann Markgraf von Baden † (21 de junho de 1456 eleito - 9 de fevereiro 1502 morreu)

### 1500–1800
- Jakob Markgraf von Baden † (9 de fevereiro de 1503, bem-sucedido - 27 de abril de 1511, falecido)
- Richard von Greiffenclau zu Vollrads † (15 de maio de 1511 eleito - 13 de março de 1531 morreu)
- Johann von Metzenhausen † (27 de março de 1531 eleito - 22 de julho de 1540 falecido)
- Johann Ludwig von Hagen † (9 de agosto de 1540 eleito - 23 de março de 1547 falecido)
- Johann von Isenburg † (20 de abril de 1547 eleito - 18 de fevereiro de 1556 falecido)
- Johann von der Leyen † (25 de abril de 1556 eleito - 10 de fevereiro de 1567 falecido)
- Jakob von Eltz † (7 de abril de 1567 eleito - 4 de junho de 1581 falecido)
- Johann von Schönenberg † (31 de julho de 1581 eleito - 1 de maio de 1599 falecido)
- Lothar von Metternich † (7 de agosto de 1599 eleito - 17 de setembro de 1623 falecido)
- Philipp Christoph Reichsritter von sötern † (25 de setembro de 1623 eleito - 7 de fevereiro de 1652 morreu)
- Karl Kaspar reichsfreiherr von leyen-hohengeroldseck † (7 de fevereiro de 1652 - 1 de junho de 1676)
- Johann Hugo von Orsbeck † (1 de junho de 1676 - 6 de janeiro de 1711)
- Karl Joseph Ignaz Herzog von Lothringen † (24 de setembro de 1710 - 4 de dezembro de 1715)
- Franz Ludwig Pfalzgraf am Rhein zu Neuburg † (20 de fevereiro de 1716 eleito - 3 de março de 1729 renunciado)
- Franz Georg Reichsfgraf von Schönborn † (2 de maio de 1729 eleito - 18 de janeiro de 1756 falecido)
- Johann Philipp Reichsgraf von Waldendorff † (18 de janeiro de 1756, bem-sucedido - 12 de janeiro de 1768, falecido)
- Klemens Wenzeslaus Herzog von Sachsen † (10 de fevereiro de 1768 eleito-29 de novembro de 1801 renunciado). De 1801, após as  Conquista francesa dos territórios imperiais à esquerda do Reno, Clemens Wenzel da Saxônia foi arcebispo apenas com efeito na margem direita.

### após 1800
- Charles Mannay † (5 de julho de 1802 eleito - 9 de outubro de 1816 renunciado)
- Josef von Hommer † (3 de maio de 1824 Eleito - 11 de novembro de 1836 morreu)
- Wilhelm Arnoldi † (21 de junho de 1842 eleito - 7 de janeiro de 1864 falecido)
- Leopold Pelldram † (eleito em 29 de dezembro de 1864 - falecido em 3 de maio de 1867)
- Matthias Eberhard † (16 de julho de 1867 eleito - 30 de maio de 1876 falecido)
- Michael Felix Korum † (12 de agosto de 1881 eleito - 4 de dezembro de 1921 falecido)
- Franz Rudolf Bornewasser † (27 de fevereiro de 1922 eleito - 20 de dezembro de 1951 falecido)
- Matthias Wehr † (20 de dezembro de 1951, bem-sucedido - 19 de novembro 1966 Aposentado)
- Bernhard Stein † (13 de abril de 1967 eleito - 5 de setembro de 1980 aposentado)
- Hermann Josef Spital † (eleito em 24 de fevereiro de 1981 - aposentado em 15 de janeiro de 2001)
- Reinhard Marx (20 de dezembro de 2001 eleito - 30 de novembro de 2007 nomeado Arcebispo de Munique e Freising)
- Stephan Ackermann (8 de abril de 2009 eleito -)

### Bispos auxiliares
- Nicolas Arlon, O. Carm. (1344–?)
- Joannes Franqueloy de Vico,  O.P. (1400-1452)
- Gerhard,  O.F.M. (1429-1456)
- Hubert Yffz (de Rommersdorf), O. Praem. (1450-1483)
- Johann von Eindhoven, C.R.S.A. (1483-1508)
- Johannes von Helmont,  O.S.B. (1508-1517)
- Johannes Enen (1517-1519)
- Nikolaus schienen (1519-1556)
- Gregor Virneburg (1557-1578)
- Peter Binsfeld (1580-1598)
- Gregor Helfenstein (1599–1632)
- Otto von Senheim, (Johann Theodor von Senheim) OP (1633–1662)
- Johannes Holler (1663–1671)
- Johann Heinrich von Anethan (1676–1680)
- Maximilian Burmann (1682–1685)
- Johannes Petrus Verhorst (1687–1708)
- Johann Matthias von Eyss (1710–1729)

Lothar Friedrich von Nalbach (1730–1748) 
- Johann Nikolaus (Febronius) von Hontheim (1748–1790)
- Jean-Marie Cuchot d'Herbain (1778–1794)
- Johann Michael Josef von Pidoll de Quitenbach (1794-1802)
- Johann Heinrich Milz (1825-1833)
- Wilhelm Arnold Günther, O. Praem. (1834-1843)
- Johann Georg Müller (1844-1847)
- Godehard Braun (1849-1861)
- Matthias Eberhard (1862-1867, nomeado Bispo de Tréveris)
- Johann Jakob Kraft (1868-1884)
- Heinrich Feiten (1887-1892)
- Karl Ernst Schrod (1894-1914)
- Anton Mönch (1915-1935)
- Albert Maria Fuchs (1935–1944)
- Heinrich Metzroth (1941–1951)
- Bernhard Stein (1944–1967, nomeado Bispo de Tréveris)
- Carl Schmidt (1962–1981)
- Karl Heinz Jacoby (1968–1993)
- Alfred Kleinermeilert (1968–2003)
- Leo Schwarz (1982–2006)
- Gehard Jakob (1993–1998)
- Felix Genn (1999–2003, nomeado Bispo de Essen e mais tarde Bispo de Münster)
- Robert Brahm (2003–)
- Jörg Michael Peters (2003–)
- Stephan Ackermann (2006–2009 nomeado, Bispo de Tréveris)
- Helmut Dieser (2011–2016, nomeado, Bispo de Aachen)
- Franz Josef Gebert (2017-2024)